# Ligne d'Alençon à Domfront
La ligne ferroviaire d'Alençon à Domfront est une ligne de chemin de fer française fermée traversant les départements de l'Orne et de la Mayenne. Permettant de relier Alençon et Domfront, mais également les villes de Bagnoles-de-l'Orne ou La Ferté-Macé par liaison directe grâce à la ligne de Briouze à Couterne, elle perd son trafic voyageurs en 1938 et son trafic marchandises en 2008, en raison du mauvais état de la voie. Elle est officiellement fermée en 2018.
Elle constitue la ligne 432 000 du réseau ferré national.

## Histoire

### Ouverture de la ligne
La ligne est déclarée d'utilité publique par une loi du 16 décembre 1875,
Une loi du 14 juin 1878 autorise le ministère des Travaux publics à entamer les travaux de construction de cette ligne.
Le 15 septembre 1881, mise en service de la ligne entre Alençon et Pré-en-Pail.
Le 26 mai 1881, mise en service de la ligne entre Pré-en-Pail et Domfront
La ligne est cédée par l'État à la Compagnie des chemins de fer de l'Ouest par une convention signée entre le ministre des Travaux publics et la compagnie le 17 juillet 1883. Cette convention est approuvée par une loi le 20 novembre suivant.

### Fermeture
La ligne est fermée au trafic voyageurs le 15 mai 1938, au trafic marchandises de Couterne à Juvigny le 7 mai 1971, de Pré-en-Pail à Couterne le 15 juillet 1989.
La section entre Pré-en-Pail et Alençon est empruntée une fois par mois par un train de marchandises afin de desservir une usine à Pré-en-Pail, jusqu'au jour du 5 août 2008 où deux ultimes convois de 1 000 tonnes chacun ont parcouru cette section. En effet, la ligne ne recevant pas le moindre entretien, les rails menaçaient de s'écarter sous le poids des engins, malgré la vitesse réduite à 10 km/h sur certaines portions.
De juillet 1991 à août 1996, la section entre Pré-en-Pail et Alençon fit aussi l'objet d'une exploitation de chemin de fer touristique par "Le Chemin de fer du Mont des Avaloirs", à l'aide d'autorails.
Le 22 février 2018, la dernière la portion de ligne encore officieusement exploitée, entre Alençon et le point kilométrique (PK) 46,200 est officiellement fermée, 10 ans après la dernière circulation ferroviaire. 
Une voie verte faisant partie d'une variante de la véloroute Véloscénie a été aménagée en 2020 à la place de la voie désormais déposée entre Alençon et Pré-en-Pail.

### Sources
1. ↑  « N° 4891 - Loi qui déclare d'utilité publique l'établissement de divers chemins de fer dans la région Ouest : 16 décembre 1875 », Bulletin des lois de la République Française, Paris, Imprimerie Nationale, xII, vol. 11, no 285,‎ 1875, p. 1281 - 1283 (lire en ligne).
2. ↑  Collection complète des lois, décrets, ordonnances, règlements et avis du Conseil d'État, 1875, pp. 625–626 [lire en ligne].
3. ↑  « N° 7097 - Loi qui autorise le ministre des Travaux publics à entreprendre l'exécution des travaux de superstructure des chemins de fer énoncés à l'article 1er de la loi du 16 décembre 1875, et aux articles 1er et 3 de la loi du 31 décembre 1875 : 14 juin 1978 », Bulletin des lois de la République Française, Paris, Imprimerie Nationale, xII, vol. 17, no 398,‎ 1878, p. 13 - 14 (lire en ligne).
4. ↑  « N° 14218 - Loi qui approuve la convention passée, le 17 juillet 1883, entre le ministre des Travaux publics, et la Compagnie des chemins de fer de l'Ouest : 20 novembre 1883 », Bulletin des lois de la République Française, Paris, Imprimerie Nationale, xII, vol. 28, no 834,‎ 1884, p. 359 - 367 (lire en ligne).
5. ↑  « Dossier : les fermetures de lignes d’intérêt général  en France », Historail,‎ avril 2011, page 41
6. ↑  « Dossier : les fermetures de lignes d’intérêt général  en France », Historail,‎ avril 2011, page 100
7. ↑  « Dossier : les fermetures de lignes d’intérêt général  en France », Historail,‎ avril 2011, page 110
8. ↑  « Voie verte Alençon/Pré-en-Pail : le trou bouché ? », sur actu.fr (consulté le 23 décembre 2020)
9. ↑  [PDF] BULLETIN OFFICIEL DES ACTES de SNCF Réseau NUMERO 139–15 MAI 2019, page 4 (consulté le 30 novembre 2019).
10. ↑  « La voie verte Alençon-Pré en Pail-Rives d'Andaine officiellement ouverte ! », sur actu.fr (consulté le 23 décembre 2020)